# Bobby Simmons
Bobby Simmons (ur. 2 czerwca 1980 w Chicago) – amerykański koszykarz, występujący na pozycji skrzydłowego, laureat nagrody dla zawodnika, który poczynił największy postęp.

## Osiągnięcia
Na podstawie, o ile nie zaznaczono inaczej.
NCAA
- Uczestnik turnieju NCAA (2000)
- Zaliczony do:
  - I składu:
    - najlepszych zawodników pierwszorocznych C-USA (1999)
    - turnieju Great Alaska Shootout (2001)

  - II składu C-USA (2000)
  - III składu C-USA (2001)

NBA
- Zdobywca nagrody dla zawodnika, który poczynił największy postęp – NBA Most Improved Player Award (2005)[1]

Reprezentacja
- Mistrz Ameryki U–19 (1998)[3]
- Wicemistrz:
  - świata U–19 (1999)[4]
  - Ameryki U–20 (2000)[5]